# 前375年
| 千纪： | 前1千纪 |
| 世纪： | 前5世纪 \| 前4世纪 \| 前3世纪 |
| 年代： | 前400年代 \| 前390年代 \| 前380年代 \| 前370年代 \| 前360年代 \| 前350年代 \| 前340年代 |
| 年份： | 前380年 \| 前379年 \| 前378年 \| 前377年 \| 前376年 \| 前375年 \| 前374年 \| 前373年 \| 前372年 \| 前371年 \| 前370年                                                                            |
| 纪年： | 周烈王元年 魯共公八年 齐侯剡九年 晉孝公十四年 趙敬侯十二年 魏武侯二十一年 韓哀侯二年 秦獻公十年 楚肅王六年 宋休公二十一年 衛慎公四十年 鄭康公二十一年 燕後簡公四十年 越王翳三十六年 中山桓公六年 |

## 大事记
- 韓滅鄭之戰，韓國滅鄭國後徙都新鄭。
- 趙敬侯薨，子趙成侯種立。
- 齊侯剡薨，子田齊桓公午立。

## 出生
- 卡山德里亞的阿里斯托布魯斯，希臘的歷史家
- 奧林匹亞絲，希臘伊庇魯斯地區摩羅西亞王國公主
- 阿莱克西斯，古希腊雅典喜剧诗人

## 逝世
- 列禦寇，道家学派先驱，人称列子
- 田侯剡，田氏齐国第二任君主
- 趙敬侯，趙国第三代君主
- 諸咎，越王翳的太子。
- 翳，戰國時期越國的君主